# NGC 332
NGC 332 là một thiên hà nhỏ gọn và/hoặc dạng hạt đậu trong chòm sao Song Ngư. Nó được phát hiện vào ngày 22 tháng 10 năm 1886 bởi Lewis Swift. Nó được Dreyer mô tả là "rất mờ, nhỏ, tròn, một vài ngôi sao ở gần phía nam".